# Автомат Калашникова
Автома́т Кала́шникова, абр. АК  — радянська серія автоматичних карабінів, найпоширеніша[джерело?] у світі стрілецька зброя. Може стріляти як чергами, так і окремими пострілами. Відрізняється невимогливістю до умов експлуатації, рівня кваліфікації стрільця, досить високою надійністю та простотою в обслуговуванні. 
Офіційна назва першого автомата Калашникова зразка 1947 року — АК. Саме під цією назвою він був прийнятий на озброєння в СРСР в 1949 р. Назва АК-47, попри те, що вона є більш розповсюдженою, не є офіційною.
Автомати та кулемети системи Калашникова знаходяться на озброєнні у 55 країнах.

## Історія створення
Після прийняття в 1943 році на озброєння 7,62-мм проміжного патрона конструкції Н. М. Єлизарова і Б. В. Семіна розвернулися роботи із створення нової системи стрілецького озброєння під цей набій. Для заміни пістолет-кулеметів розроблялася нова індивідуальна автоматична зброя — автомат зі змінним магазином і перемикачем режимів вогню; магазинного карабіна — самозарядний карабін з постійним магазином; ручного кулемета гвинтівкового калібру — полегшений ручний кулемет з магазинним або стрічковим живленням. Роботи над автоматом були початі А. І. Судаєвим, що створив у 1944 році ряд оригінальних конструкцій, потім до розробок підключилися інші конструктори.
Займався розробкою зброї під проміжний патрон в тому числі конструктор Михайло Калашников. У 1946 році він представив на конкурс свій зразок автомата, у якому були об'єднані конструктивні особливості багатьох раніше створених моделей зброї. Цей автомат успішно витримав випробування і показав задовільні результати. М. Т. Калашников під керівництвом кваліфікованих і досвідчених інженерів-конструкторів істотно модифікував свій автомат, який у другій частині конкурсу, що проводився в 1947 році, був рекомендований до ухвалення на озброєння. У результаті прототип автомата Калашникова перевершив зразки В. А. Дегтярева, З. Р. Симонова, Н. У. Рукавішникова, К. А. Баришева та інших конструкторів. Після завершення військових випробувань автомат був прийнятий на озброєння Радянської Армії і отримав позначення АК («7,62-мм автомат Калашникова (АК)»). Надалі у всій радянській літературі він іменувався АК. Фіктивна назва АК-47 набула поширення в закордонних країнах, а після розпаду Радянського Союзу проникла і у країни СНД[джерело?].
Дослідна партія автоматів калібру 7,62 мм була виготовлена 1947 року на Іжевському мотозаводі. Виріб отримав назву АК, який в майбутньому отримав всесвітню славу. Після прийняття АК на озброєння Радянської Армії масовий випуск автоматів був розпочатий на Іжевському машинобудівному заводі, де з 1952 року виробництво було поставлене на потік. З початку 1950-их років АК став основною індивідуальною зброєю піхоти Радянської Армії. Перші автомати мали прицільну дальність стрільби 800 м, найбільш дієвий вогонь на 400 м, вагу без багнета з незарядженим магазином 3,8 кг. До середини 1960-их років АК був модернізований, отримав індекс АКМ. Вага була знижена на 25 %, вдвічі покращилась купчастість стрільби. На базі АКМ випускались автомати з металевим складним прикладом (АКМС) для повітряно-десантних військ. Обидві модифікації могли знаряджатись прицілом нічного бачення (відповідно АКМН та АКМСН). У 1970-их роках конструкторами заводу на базі АКМ створено родину автоматів декількох модифікацій під патрон калібру 5,45 мм. Ці автомати частково комплектувались нічними прицілами. Більшість країн Варшавського договору отримали ліцензії на право виробництва АКМ. Оригінальні конструкторські рішення АК та АК-74 використані у стрілецькій зброї деяких держав, наприклад в ізраїльському Узі.[джерело?]
На базі АК та АКМ конструкторським бюро на чолі з М. Т. Калашниковим створено уніфікований комплекс з автоматів та ручних кулеметів, які забезпечують повну взаємозамінність основних вузлів цієї стрілецької зброї. Окрім виробництва АКМ в Іжевську, їхній серійний випуск налагоджений на Тульському зброярському заводі. За оцінками експертів на початок 1997 року у світі вироблено до 100 мільйонів штук автоматів конструкції Калашнікова та їхніх прямих аналогів. Лише в Іжевську після війни було виготовлено понад 20 мільйонів штук. За створення комплексу та деяких інших видів стрілецької зброї автори конструкцій — робітники Іжевського машинобудівного заводу М. Т. Калашников, Є. Ф. Драгунов, В. В. Крупін, О. Д. Крякушин та В. М. Пушин отримали Ленінські премії 1964 року.

## Питання авторства

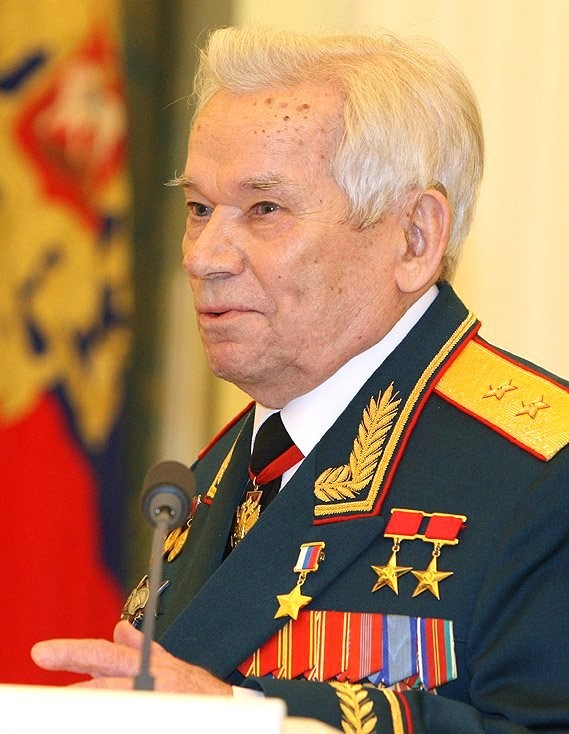
Михайло Калашников

Згідно з офіційною радянською, а потім російською історіографією, автомат створив умілець-самоук Михайло Калашников, що походив з багатодітної розкуркуленої селянської родини з Алтаю. На час створення перших зразків автомата в 1944 році Калашников був 25-річним сержантом радянської армії, освітою мав тільки сільську школу 7-річку та курси механіків-водіїв танка.
Досі нез'ясованим залишається доля участі у створені зброї колективу інтернованих німецьких інженерів-конструкторів на чолі з Хуґо Шмайсером (нім. Hugo Schmeisser, 1884—1953), що після війни в вигляді «трофейної робсили» були примусово вивезені до Радянського Союзу в місто Іжевськ. Однак велика схожість АК з «Sturmgewehr 44» (1943 р. випуску) незаперечна.

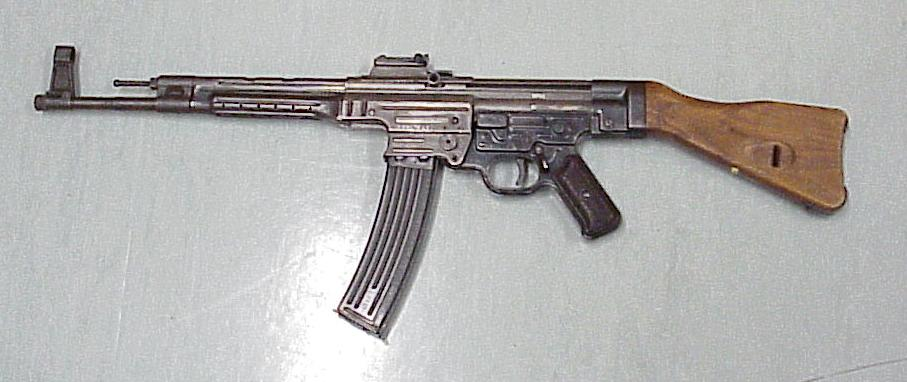
«Штурмгевер» — штурмова гвинтівка Г. Шмайсера StG 44, 1944 р.

Після захоплення Радянської армією Тюрингії навесні 1945, зброярська фірма Шмайсера «Генель» («C.G. Haenel») опинилася в зоні радянських військ. До цього Хуґо Шмайсер, як «батько» «Самозарядного карабіну Шмайсера» та багатьох інших видів стрілецької зброї для Вермахту, а також його фірма із міста зброярів Зуль були не менш відомі в Німеччині, ніж фірми «Зімсон» та «Вальтер».
В серпні 1945 фірма «Генель» за наказом радянської адміністрації виготовила 50 штук StG 44, що вже був до цього на озброєнні вермахту, і передала їх Червоній Армії на технічну експертизу. Після цього радянська окупаційна адміністрація конфіскувала 10.785 аркушів креслень та технічної документації StG 44, а самого, Гуго Шмайсера, його родину та багатьох його співробітників з сім'ями у жовтні 1945 було вивезено так званою «Технічною Комісією Радянської Армії» на роботу до «шарашки» в Іжевськ. Як скромно потім зізнався Х. Шмайсер, він «допоміг росіянам кількома порадами в справі холодного штампування». Хуґо Шмайсер був звільнений та повернувся до Німеччини в 1952 році та невдовзі помер.
Проте система АК зразка 1947 року суттєво відрізнялась від StG 44: компоновкою вузлів, принципом запирання, конфігурацією всіх без винятку деталей тощо. Відносна схожість полягала тільки в зовнішньому вигляді.
Цікавим фактом є те, що в наш час навіть в експозиції російського Музейного комплексу стрілецької зброї імені М. Т. Калашникова (м. Іжевськ) немає жодного патенту або авторського свідоцтва на винаходи М. Калашникова з конкретним описом змісту винаходу. В представлених документах вказано тільки, що вони видані «за винахід в галузі військової техніки». В експозиції авторських свідоцтв також нема ані рефератів, ані описів винаходів власне Калашникова, тому їх зв'язок з автоматом АК нез'ясований. Це також стосується й дат видачі свідоцтв. В експозиції присутній тільки патент на автоматичну зброю «Автомат Калашникова», виданий у 1997 р. «Євразійскім Патентним вєдомством» (заявка № 970145) групі осіб, серед яких — Михайло Калашников та його син Віктор.

## Моделі

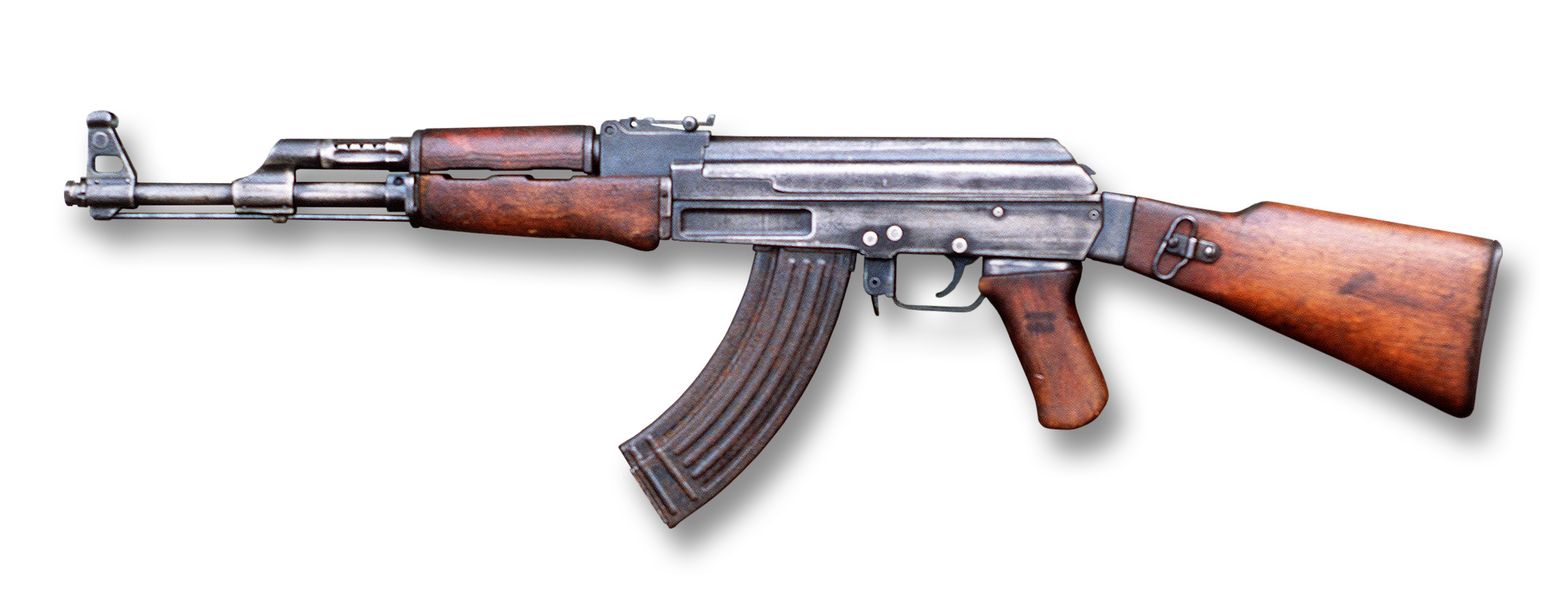
7,62-мм Автомат Калашникова зразка 1947 року (АК)

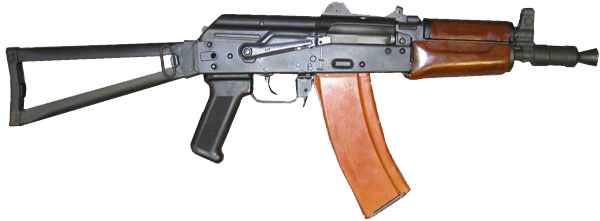
АКС-74У

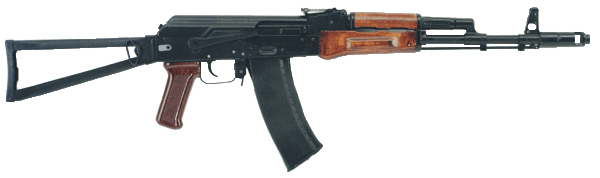
5,45-мм АКС-74. Приклад складається вліво

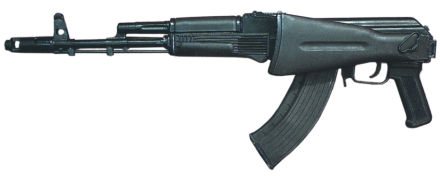
АК-103. Приклад складений

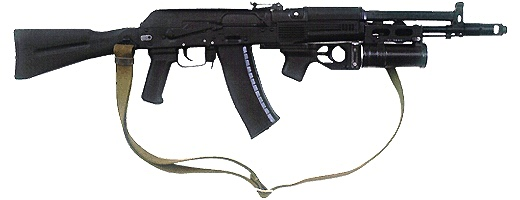
АК-107 з підствольним гранатометом

- АК — 7,62-мм Автомат Калашникова зразка 1947 року (індекс 56А212)
  - АКС — 7,62-мм Автомат Калашникова зразка 1947 року, складаний
  - АКН — 7,62-мм Автомат Калашникова зразка 1947 року з кріпленням для прицілу нічного бачення (індекс 56А212Н)
  - АКСН — 7,62-мм Автомат Калашникова зразка 1947 року, складаний, з кріпленням для прицілу нічного бачення
- АКМ — 7,62-мм Автомат Калашникова модернізований (індекс 6П1)
  - АКМС — 7,62-мм Автомат Калашникова модернізований, складаний (індекс 6П4)
  - АКМЛ — 7,62-мм Автомат Калашникова модернізований, з кріпленням для прицілу нічного бачення (індекс 6П1Л)
  - АКМН — 7,62-мм Автомат Калашникова модернізований, з кріпленням для прицілу нічного бачення (індекс 6П1Н)
  - АКМСЛ — 7,62-мм Автомат Калашникова модернізований, складаний, з кріпленням для прицілу нічного бачення (індекс 6П4Л)
  - АКМСН — 7,62-мм Автомат Калашникова модернізований, складаний, з кріпленням для прицілу нічного бачення (індекс 6П4Н)
- АК-74 — 5,45-мм Автомат Калашникова зразка 1974 року (індекс 6П20)
  - АКС-74 — 5,45-мм Автомат Калашникова складаний зразка 1974 року (індекс 6П21)
  - АК-74Н — 5,45-мм Автомат Калашникова зразка 1974 року з кріпленням для НСПУ (індекс 6П20Н)
  - АК-74Н2 — 5,45-мм Автомат Калашникова зразка 1974 року з кріпленням для НСПУМ (індекс 6П20Н2)
  - АКС-74Н — 5,45-мм Автомат Калашникова складаний зразка 1974 року з кріпленням для НСПУ (індекс 6П21Н)
  - АКС-74Н2 — 5,45-мм Автомат Калашникова складаний зразка 1974 року з кріпленням для НСПУМ (індекс 6П21Н2)
- АКС-74У — 5,45-мм Автомат Калашникова складаний зразка 1974 року, укорочений (індекс 6П26)
  - АКС-74УН — 5,45-мм Автомат Калашникова складаний зразка 1974 року укорочений, з кріпленням для НСПУ (індекс 6П26Н)
  - АКС-74УН2 — 5,45-мм Автомат Калашникова складаний зразка 1974 року, укорочений, з кріпленням для НСПУМ (індекс 6П26Н2)
  - АКС-74УН3 — 5,45-мм Автомат Калашникова складаний зразка 1974 року, укорочений, з кріпленням для НСПУ-3 (індекс 6П26Н3)
  - АКС-74УБ — 5,45-мм Автомат Калашникова складаний зразка 1974 року, укорочений, безшумний (індекс 6П27)
- АК-74М — 5,45-мм Автомат Калашникова зразка 1974 року модернізований
- АК-101 — 5,56-мм
- АК-102 — 5,56-мм, укорочений
- АК-103 — 7,62-мм
- АК-104 — 7,62-мм, укорочений
- АК-105 — 5,45-мм, укорочений
- АК-107 — 5,45-мм, із збалансованою автоматикою
- АК-108 — 5,56-мм, із збалансованою автоматикою

### Порівняльна таблиця характеристик автоматів Калашникова
| Назва   | Країна      | Калібр х довжина гільзи, мм | Довжина, мм з прикладом /без приклада | Довжина ствола, мм | Маса, кг (без набоїв) | Темп стрільби, пострілів на хвилину | Прицільна дальність, м | Початкова швидкість кулі, м/с |
| ------- | ----------- | --------------------------- | ------------------------------------- | ------------------ | --------------------- | ----------------------------------- | ---------------------- | ----------------------------- |
| АК      | СРСР        | 7,62×39                     | 870                                   | 415                | 4,3                   | 600                                 | 800                    | 715                           |
| АКМ     | СРСР, Росія | 7,62×39                     | 880                                   | 415                | 3,14                  | 600                                 | 1000                   | 715                           |
| АК-74   | СРСР, Росія | 5,45×39                     | 940                                   | 415                | 3,3                   | 600-650                             | 1000                   | 890                           |
| АКС-74У | СРСР        | 5,45×39                     | 730/490                               | 206,5              | 2,7                   | 700                                 | 500                    | 735                           |
| АК74М   | СРСР, Росія | 5,45×39                     | 934/705                               | 415                | 3,63                  | 650                                 | 1000                   | 900                           |
| АК-101  | Росія       | 5,56×45                     | 943/700                               | 415                | 3,63                  | 600                                 | 1000                   | 910                           |
| АК-102  | Росія       | 5,56×45                     | 824/586                               | 314                | 3,23                  | 600                                 | 500                    | 850                           |
| АК-103  | Росія       | 7,62×39                     | 934/705                               | 415                | 3,55                  | 600                                 | 1000                   | 715                           |
| АК-104  | Росія       | 7,62×39                     | 824/586                               | 314                | 3,15                  | 600                                 | 500                    | 670                           |
| АК-9    | Росія       | 9×39                        | 705/465                               | 200                | 3.1                   | ~600                                | 400                    | 290 (СП-5)/305 (СП-6)         |
| АК-105  | Росія       | 5,45×39                     | 824/586                               | 314                | 3,23                  | 600                                 | 500                    | 840                           |
| АК-107  | Росія       | 5,45×39                     | 943/700                               | 415                | 3,8                   | 850                                 | 1000                   | 900                           |
| АК-108  | Росія       | 5,56×45                     | 943/700                               | 415                | 3,8                   | 900                                 | 1000                   | 910                           |

## Автомат в культурі
- В деяких африканських країнах існує ім'я Калаш.
- Зображення автомата Калашникова присутнє на гербі та прапорі Мозамбіку, гербах Зімбабве та Східного Тимору, протягом 1984–1997 років також зображувався на гербі Буркіна-Фасо[7].

Герб Зімбабве
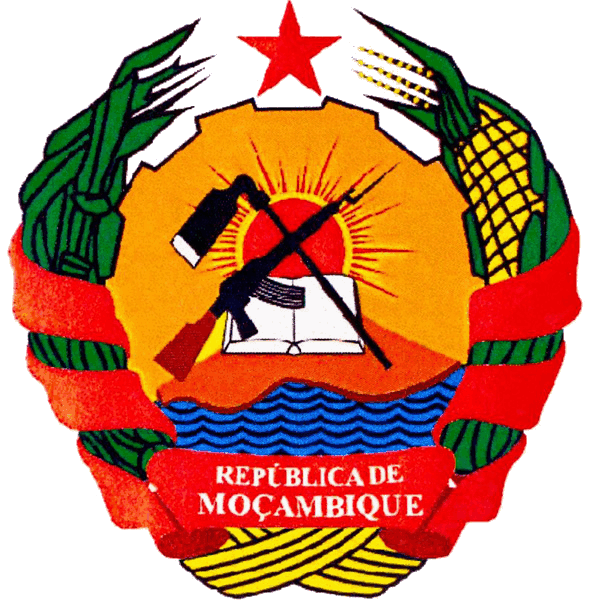
Герб Мозамбіку
Герб Буркіна-Фасо у 1984—1997
Герб Східного Тимору з 2007
Прапор Мозамбіку

## Міфи про автомат Калашникова
- Автомат Калашникова пробиває рейку. Насправді енергія 7,62-мм бронебійної кулі, випущеної з АК-47 або АКМ трохи менше ніж 2000 Дж, і пробиває стальний лист до 7 мм. Шийка (найтонша частина) рейки дорівнює 20 мм — тобто в три рази перевищує можливості автомата Калашникова. Не існує жодного випадку, у якому було б документально зафіксовано, що автомат Калашникова пробиває рейки.
- Автомат Калашникова дуже простий та надійний, його не потрібно чистити. Насправді автомат Калашникова, як і будь-який механізм, потребує регулярного догляду і чищення. Чистий і доглянутий АК дійсно може служити десятки років.
- АК, що виготовляються не на Іжмаші, порушують авторське право. Насправді термін дії патенту на промисловий зразок (чим є автомат Калашникова) становить 15 років, тобто він давно минув.